# متهیستون، میسیسیپی
متهیستون (به انگلیسی: Mathiston) شهرکی در ایالت میسیسیپی کشور ایالات متحده آمریکا است که جمعیت آن در سرشماری سال ۲۰۱۰ میلادی، ۶۹۸
نفر بوده‌است.